# Antonio Santin
Antonio Santin (Rovigno, 9 dicembre 1895 – Trieste, 17 marzo 1981) è stato un arcivescovo cattolico italiano.

## Biografia
Il 1º maggio 1918 fu ordinato presbitero.

### Ministero episcopale
Nominato vescovo di Fiume il 10 agosto 1933, ricevette l'ordinazione episcopale il 29 ottobre 1933 dal vescovo Trifone Pederzolli.
Il 16 marzo 1938 fu trasferito alla cattedra di Trieste e Capodistria. Dopo la promulgazione delle leggi razziali fasciste, discusse delle stesse con Benito Mussolini, a difesa degli ebrei e di papa Pio XI, che era stato attaccato dal Duce per aver difeso il popolo ebraico. 
Il 19 giugno 1947, in occasione della festa di San Nazario, subì una violenta aggressione a Capodistria; solo nel 1977 la diocesi di Capodistria fu separata ufficialmente da quella di Trieste.
Il 13 luglio 1963 venne insignito del titolo di arcivescovo ad personam da papa Paolo VI, che il 28 giugno 1975 accolse le sue dimissioni per raggiunti limiti di età.
Morì a Trieste il 17 marzo 1981 all'età di 85 anni.

## Genealogia episcopale
La genealogia episcopale è:
- Cardinale Scipione Rebiba
- Cardinale Giulio Antonio Santori
- Cardinale Girolamo Bernerio, O.P.
- Arcivescovo Galeazzo Sanvitale
- Cardinale Ludovico Ludovisi
- Cardinale Luigi Caetani
- Cardinale Ulderico Carpegna
- Cardinale Paluzzo Paluzzi Altieri degli Albertoni
- Papa Benedetto XIII
- Papa Benedetto XIV
- Papa Clemente XIII
- Cardinale Marcantonio Colonna
- Cardinale Giacinto Sigismondo Gerdil, B.
- Cardinale Giulio Maria della Somaglia
- Cardinale Carlo Odescalchi, S.I.
- Cardinale Costantino Patrizi Naro
- Cardinale Lucido Maria Parocchi
- Cardinale Emidio Taliani
- Vescovo Laurentius Mayer
- Arcivescovo Francesco Borgia Sedej
- Vescovo Trifone Pederzolli
- Arcivescovo Antonio Santin

## Pubblicazioni
- Alzatosi lo seguì, Trieste, Seminario vescovile, 1958.
- Al tramonto : ricordi autobiografici di un vescovo, Trieste, LINT, 1978.